# Bianca Censori
Bianca Censori, född 5 januari 1995, är en australisk arkitekt och modell känd för sitt förhållande med den amerikanske rapparen och modedesignern Kanye West som hon gifte sig med i en privat ceremoni i december 2022.

## Uppväxt och utbildning
Bianca Censori föddes den 5 januari 1995 i Melbourne, som en av tre döttrar till Alexandra och Elia "Leo" Censori. Hennes farföräldrar var från Giulianova, Italien och emigrerade till Australien med sina fem barn.
Censori gick på Melbournes Carey Baptist Grammar School och har en kandidat- och masterexamen i arkitektur från University of Melbourne. Hon studerade arkitektur vid DP Toscano Architects baserad i Collingwood, Victoria. Censori skapade varumärket Nylons Jewelry efter examen från gymnasiet.

## Samarbete och relation med Kanye West
Censori är för närvarande chef för arkitektur på Yeezy, Kanye Wests kläd- och klädföretag.
Den 7 december 2022 släppte West en låt inspirerad av henne som hette "Censori Overload" på Instagram. Censori gifte sig formellt med West i december 2022 med en konfidentiell äktenskapslicens. 
Censori är med på skivomslaget till Vultures 1 (2024), debutalbumet för ¥$, en duo bestående av Kanye West och sångaren Ty Dolla Sign.